# Parc Nacional Històric de Trakai
El Parc Nacional Històric de Trakai (en lituà, Trakų istorinis nacionalinis parkas) és un parc nacional a la part meridional de Lituània. Fou establert l'any 1991 per tal de preservar la ciutat històrica de Trakai, que es troba a 25 km a l'oest de Vílnius, els boscos, llacs i pobles dels seus voltants. És l'únic parc nacional històric a Europa. A la seva majoria està inclòs en el districte municipal de Trakai i una altra part en el municipi d'Elektrėnai.